# کوئم (بازیکن فوتبال، زاده ۱۹۷۵)
کوئم (انگلیسی: Quim؛ زادهٔ ۱۳ نوامبر ۱۹۷۵) یک بازیکن فوتبال اهل پرتغال است.
وی همچنین در تیم ملی فوتبال پرتغال بازی کرده‌است.